# El Cóporo
 El Cóporo es un sitio arqueológico en la fronteras de norte de la cultura mesoamericana, situado a 150 metros de altitud en las faldas occidentales de la Cordillera de Santa Bárbara (Sierra de Santa Bárbara), cerca de la comunidad de San José del Torreón, a unos 15 kilómetros al sur del Municipio de Ocampo del Estado de Guanajuato, México.
Considerado como uno de los cuatro sitios arqueológicos más importantes en el Estado.
El Cóporo es una palabra de origen tarasco que significa ‘sobre el camino grande’.
El cerro de Cóporo da nombre a la zona arqueológica y al conjunto ubicado en su cima, a 156 metros de altura. En esta zona, se ha consolidado un 80 por ciento del basamento piramidal que fue el centro ceremonial y rector de alrededor de 29 asentamientos menores que se establecieron en las laderas, cuya principal ocupación se registró entre los años 500-900 d. C.
La principal ocupación de este sitio ocurrió durante el periodo Tardío Clásica y temprano Posclásico de la cronología mesoamericana, y muestra similitud con la cultura de Tunal Grande.
El sitio ocupa un área aproximada de 84 hectáreas (210 acres) que se extiende por las laderas y cumbre del Cerro del Cóporo. Desde el año 2009 se ha excavado arqueológicamente o investigado un estimado de solamente el 5% del área total estimada del sitio.
Los grupos étnicos que habitaron esta zona está asociada a las culturas que se desarrollaron en los estados de San Luis Potosí, Jalisco, Zacatecas y Guanajuato, que en alguna época emigraron al centro de México donde se unieron con otros grupos dando origen a la sociedad multiétnica Tolteca.”

## Antecedentes
Por mucho tiempo, se ha considerado al estado de Guanajuato como una región habitada desde tiempos prehispánica, únicamente por nativos cazadores-recolectores de la cultura chichimeca con una forma de vida seminómada.
Al final de postclásico, los chichimecas vivían en la región, anteriormente estas tierras estuvieron ocupadas por pueblos sedentarios integrados a la alta cultura mesoamericana. Registros de esa civilización se encuentran diseminados por todo el territorio junto a los ríos, valles, laderas y cima de los cerros. Es común que historiadores locales asocien estos vestigios a los pueblos de vida seminómada, reforzando así la vieja hipótesis de que Guanajuato sólo estuvo habitado por chichimecas; sin embargo, se ha logrado evidenciar que en Guanajuato habitaron desde época remota diversos grupos étnicos que debieron mantener complejas formas de alianzas.
El tiempo prehispánico se extiende desde el origen de los primeros pobladores en nuestro continente. Durante este largo tiempo los hombres que habitaron la región dónde se asienta Ocampo forjaron una cultura con características e identidad propias. La municipalidad de Ocampo fue asiento de hombres que legaron culturas y formas de vida que fueron condicionadas tanto por los elementos geográficos como por las influencias de las grandes culturas de Mesoamérica, principalmente la teotihuacana y tolteca. Estas muestras culturales tuvieron algunas características comunes a las culturas establecidas en el altiplano, pero las condiciones desérticas de nuestra región apenas permitieron que se desarrollaran grupos seminómadas, propios de cazadores y recolectores.
El Cóporo es reconocido como un sitio con influencias culturales de la cultura de Chupícuaro la cual floreció en el bajío paralelamente a la cultura teotihuacana.
Puede decirse que en el Estado de Guanajuato existieron entre otras naciones; los Otomíes (de los cuales broto otro grupo llamado "los Chichimecas") y Nahuatlacas.

### Los Chichimecas
Se estima que llegaron al centro de México en el siglo XII d. C., lo que provocó desplazamiento naturales de varios grupos, entre ellos los otomís y los tecuexes.
Comúnmente, se piensa que los chichimecas eran incultos, que eran simples nómadas sin organización, y que ocasionalmente hacían incursiones hasta la región otomí y tarasca.
Los invasores españoles, después de la conquista de Tenochtitlán, nunca se imaginaron que tardarían más de dos siglos en conquistar todo el norte de México, región conocida como Aridoamérica. En ella habitaban varios grupos de chichimecas (perro sucio e incivil). Este nombre se les dio por suponer que tenían un grado cultural inferior en comparación con otras culturas nativas de Mesoamérica.
Las cuatro naciones principales Chichimecas eran los pames, guamares, zacatecos y guachichiles, estos dos últimos a diferencia de los tecuexes, caxcanes y los otros dos grupos, tenían un grado cultural inferior, porque los demás tenían adoratorios y conocían la agricultura.
Los chichimecas lograron edificar templos-fortaleza, canchas de pelota, desarrollaron la cerámica, la pintura (petroglifos), etc. todo ello en un medio desfavorable, en una zona árida donde las precipitaciones pluviales son escasas y el clima es variable.
En esta región la nación chichimeca predominante fueron los guachichiles, los más belicosos. Su centro de operaciones fue el Tunal Grande, el cual, les servía de refugio refugio, y fuente de alimento. El nombre de guachichil significa "cabezas pintadas de rojo"; este nombre se les dio porque se pintaban la cabeza y el cuerpo de color rojo.

### Religión
La religión era practicada en centros cívico-religiosos; la realizaban por medio de sacerdotes, brujos o hechiceros que llaman madai cojoo, que quiere decir hechicero grande; por lo general estos centros ceremoniales o adoratorios (cues), los hacían en las laderas de las montañas o en lugares altos. Aparte del Sol y la Luna, no tenían dioses fijos, sino hoy una piedra que hallan o hacen, y mañana otra diferente figura y ordinariamente de animales, sin permanecer en ninguna.

### El Nombre Chichimeca
Genéricamente, «chichimeca» era equivalente a bárbaro o salvaje. Sin embargo, el término tiene diferentes interpretaciones: por ejemplo, Alva Ixtlilxóchitl menciona que en su idioma quiere decir las águilas, para otros significa chupadores, del verbo chichi que significa mamar, y según Torquemada este nombre se les dio porque chupaban la sangre de los animales que cazaban. Así como estos, se conocen otras acepciones como el de chichic (amargo), chichi (perro), etc.; algunos otros proponen que chichimeca significa la gente que vive en chichiman, y chichiman se entiende como lugar de perros.

### La Ruta de Plata
Los caminos adquieren personalidad, tanto por los sitios y condiciones que se encuentran a lo largo de su trayectoria, como por sus funciones y puntos de destino.
Como se sabe, existieron rutas de comercio por toda la región mesoamericana, y también se sabe que hubo minas de minerales y piedras semi-preciosas, con una zona de comercio que probablemente empezaba en sur de Estados Unidos pasaba por el centro de México y llegaba a lugares tan remotos como Nicaragua y Costa Rica en Centroamérica. Es muy posible que estas rutas pasaran por este lugar.

## Investigaciones
Esta zona arqueológica incluye varias áreas que sugieren, por la evidencia arqueológica (objetos de cerámica y herramientas de piedra), una afinidad con la región del Tunal Grande (S.L.P.) y fuertes vínculos con los asentamientos prehispánicos de Zacatecas, Jalisco y el Bajío guanajuatense
Beatriz Braniff efectuó las primeras investigaciones arqueológicas en 1962. Esto permitió establecer la primera secuencia cerámica, conocimiento de algunos elementos arquitectónicos (como la presencia de columnas que lo vinculaban con sitios como La Quemada y Altavista (Zacatecas), así como una ocupación que comenzó en el Preclásico y concluyó en el Posclásico Temprano.
En 1965, el Ing. Jesús Aguirre, investigador local, efectúa otras investigaciones, encuentra varias piezas que por su calidad e implicaciones artísticas y religiosas, hacen suponer un alto nivel de desarrollo social en el sitio durante su ocupación.
Hasta el año 2002, después de casi 40 años, se reinician exploraciones arqueológicas en el sitio. Armando Nicolau Romero, continúa la investigación arqueológica del sitio, levantamientos topográficos y excavaciones.

## El Sitio
Este asentamiento prehispánico estuvo conformado por una serie de aldeas alrededor del cerro. Se estima que las primeras etapas de asentamiento tuvieron lugar posiblemente hacia el 200 d. C. De acuerdo con los indicios encontrados, se estima que esta ciudad fue abandonada entre el 1000 y 1100, derivado de un posible cambio climático en la región que impidió seguir desarrollando actividades agrícolas.
Los trabajos de investigación han identificado tres espacios arqueológicos, a los que se llamó barrios: área considerada ceremonial; en la parte baja, los barrios Gotas y Montes, que albergan plataformas, y a lo largo del valle distintas unidades habitacionales.
Dentro en los diferentes conjuntos y complejos estructurales se han identificado y agrupado por zonas de acuerdo con su diferenciación funcional entre ceremonial, administración cívica, habitacional y otras actividades. Se han identificado más de 150 estructures distribuidas entre estos grupos.

## Conjuntos
En la cima del cerro se han identificado cuatro estructuras piramidales, posiblemente un área exclusiva para gobernantes y sacerdotes. Estos conjuntos arquitectónicos son denominados Gotas, Montés, Cóporo y Caracol, fueron construidos a finales del Periodo Clásico e inicios del Epiclásico, entre el 500 y 900 d. C. En las laderas norte y oeste del complejo se han identificado también una serie de plazas grandes, cuyas funciones pudieron haber sido de tipo administrativas y religiosas.
Hasta el momento se han excavado seis conjuntos de este sitio prehispánico asociado a la cultura Tunal Grande (200-1100 d. C.): Gotas, Llano, Aire, Cóporo, Montés y Caracol.

### Cóporo
El Conjunto Cóporo se ubica en la cima del cerro, es una zona ceremonial, a manera de acrópolis.
En este grupo y el de Gotas se ha encontrado entierros humanos. Lo más sobresaliente de estos hallazgos ha sido la pigmentación con varias capas de color negro que presentan las osamentas, lo que suponiendo la existencia de rituales dedicados al culto de sus muertos.

### Gotas
El Conjunto Gotas se encuentra sobre la ladera, es un espacio cívico administrativo
Excavaciones recientes, permitieron identificar a este edificio como una unidad habitacional, ya que se han encontrado restos de madera utilizada en su momento para soportar el techo a manera de columnas. Los análisis de carbono 14 datan estos restos entre los años 500 y 900 d. C.

### Montés
Este Conjunto Montes, es una zona residencial.

### Caracol
El Conjunto Caracol parece ser también un área residencial y presenta elementos defensivos como las albarradas.

### Llano
El Conjunto Llano se encuentra en la parte baja, existen distintas áreas públicas y domésticas así como talleres.

### Puerto del Aire
Es probable que el camino empedrado de este conjunto fuera el acceso de los peregrinos a los lugares sagrados del sitio.

## Estructuras

### Plaza 1
Esta plaza permanecerá en su estado original con algunas excavaciones y pozos de sondeo para dar a conocer al público cómo se encontró y dar cuenta del trabajo arqueológico.

### Plaza 2
Es parte del Conjunto Gotas, ha sido liberada y consolidada en un 100 por ciento. Tiene una extensión de cinco mil metros cuadrados, se compone de cuatro plataformas, donde sobresalen la Oriente y la Norte, dado que poseen las estructuras más importantes.

#### Plataforma Oriente
Está rodeada por un talud hecho en piedra, adobe y recubierto de mampostería; cuenta con una escalinata que conduce a un corredor que lleva a un salón, el cual dispone 20 columnas de madera dispuestas en tres filas, característica que hace único al sitio en toda la región.
Estas 20 columnas probablemente hacen referencia a calendarios mesoamericanos con igual número de días. Los accesos y fachadas están orientadas hacia el poniente, probablemente se debe a que habitantes del sitio hacían observaciones astronómicas y vinculaban sus ceremonias con el ciclo solar.
En el fondo del salón hay otra escalinata que conduce a un segundo nivel, donde hay un pequeño pasillo con un pequeño salón y 10 columnas perimetrales a un atrio central.

#### Plataforma Norte
Tiene una base larga y ancha hecha en piedra con tres estructuras, la central, conocida como El Palacio, tiene una escalinata y un salón con cuatro columnas orientadas hacia la parte sur, lo que hace pensar en una techumbre de dos aguas.
A los costados del Palacio, hay escalinatas que dan acceso a otro nivel con su respectivo salón y columnas, dicho recinto probablemente tuvo un uso administrativo o cívico.

### Plataformas sur y poniente
Estas rodean por completo a la Plaza 2, tienen dimensiones mucho más pequeñas, se componen de habitaciones divididas por muros de adobe y algunos fogones que sugieren que debieron ser cuartos de preparación de alimentos para las grandes ceremonias.

## Condiciones del Sitio
Existen destrucción de utensilios de cerámica, piezas de caza, molcajetes y restos de las viviendas que están a no más de 20 centímetros de profundidad. Algunas piezas permanecen a flor de tierra, revueltas con estiércol del ganado que pasta en el área.
Se reporta negligencia por parte del INAH, del gobierno de Guanajuato y del municipal en la preservación de la zona arqueológica.

## Sitios Externos
- sitio oficial Municipio de Ocampo Guanajuato (enlace roto disponible en Internet Archive; véase el historial, la primera versión y la última).
- Viva Ocampo Guanajuato
- San José del Torreón (El Torreón)
- Redescubren el Cóporo Archivado el 13 de diciembre de 2009 en Wayback Machine.
- Gobierno del estado de Guanajuato

- Datos: Q5351103
- Multimedia: El Cóporo / Q5351103